# Padovas botaniske have
Padovas botaniske have er verdens ældste, fortsat eksisterende universitets-botaniske have grundlagt i 1545 af Università degli Studi di Padova, der er det tredjeældste universitet i verden, grundlagt i 1222. Haven er åben for besøgende. Året forinden, i 1544, var en tilsvarende botanisk have blevet åbnet ved Pisas universitet. Denne have eksisterer imidlertid ikke længere på sin oprindelige beliggenhed.
Padovas botaniske have blev i 1997 optaget på UNESCOs liste over verdenskulturarv, fordi haven danner grundlag for alle senere botaniske haver; den repræsenterer et af de første videnskabelige forsøg på at forstå sammenhængen mellem natur og kultur, og den har ydet væsentlige bidrag til udviklingen af botanik, medicin, kemi og økologi.
- Wikimedia Commons har flere filer relateret til Padovas botaniske have

45°23′58″N 11°52′50″Ø / 45.39953°N 11.88068°Ø